# Ermenberga
Ermenberga – córka króla Wizygotów Witeryka. 
W 607 roku zostało zaaranżowane małżeństwo Ermenbergi z królem Burgundii Teuderykiem II. Jednak wkrótce po tym, gdy przybyła na dwór Teuderyka, została odesłana z powrotem do ojca. Jak wskazuje Fredegar, za odesłaniem Ermenbergi stała potężna babka Teuderyka, Brunhilda. Czyn ten miał zirytować króla Witeryka tak, iż ten sprzymierzył się przeciwko Teuderykowi z jego bratem Teudebertem II i królem Longobardów Agilulfem. Nie doszło jednak do wojny, Witeryk został zamordowany w 610 roku.